# Primelephas
 Primelephas  ist eine ausgestorbene Gattung der ursprünglichsten Vertreter in der Entwicklungsreihe der modernen, heutigen Elefanten (Elephantinae) aus dem Obermiozän und dem älteren Pliozän von Afrika. Zu diesen eigentlichen Elefanten gehören neben den ebenfalls fossilen Mammuten auch die (rezenten) Elefanten. Der Name „Primelephas“ bedeutet etwa „Erster Elefant“. Bekannt ist heute nur eine Art namens Primelephas korotorensis, die weitgehend über Zahnfunde nachgewiesen wurde.

## Merkmale
Primelephas ähnelte im Aussehen bereits sehr den heutigen Elefanten, jedoch trug er möglicherweise zusätzlich noch kleine, deutlich reduzierte Stoßzähne im Unterkiefer. Bekannt ist der Rüsseltiervertreter weitgehend nur über Zahnfunde und Unterkieferfragmente, Funde des Oberschädels sind äußerst selten, ein teilweise überlieferter Schädel zeigte eine in Vorder- und Seitenansicht aufgewölbte Stirnpartie, leicht divergierende Alveolen der oberen Stoßzähne mit einem Durchmesser von 8 cm sowie einen massiven vorderen Abschnitt der Jochbögen. Das Rostrum war insgesamt sehr kurz, die Augenfenster lagen oberhalb des vordersten Molaren und die Schädelbasis erhob sich bis deutlich oberhalb des Gaumenbeins. Der Unterkiefer war kräftig sowie nicht verlängert und besaß eine nur kurze Symphyse, die sich nicht so lang auszog wie noch bei seinem älteren Verwandten Stegotetrabelodon. Er trug keine Alveolen für die Unterkieferstoßzähne. Die Zahnformel lautet demnach: {\displaystyle {\frac {1.0.2.3}{0.0.2.3}}}. Die Backenzähne von Primelephas wiesen bereits die für die modernen Elefanten (Elephantinae) typische Lamellenstruktur auf. Sie waren aber sehr schmal, im Durchschnitt weniger als 10 cm breit, und extrem niederkronig (brachyodont). Ihre Höhe erreichte nur die Hälfte oder drei Viertel ihrer Weite. Vor allem diese geringe Kronenhöhe der Backenzähne unterscheidet Primelephas von allen anderen Gattungen der echten Elefanten, die jeweils hochkronige (hypsodonte) Zähne besitzen. Der letzte Molar wurde zwischen 21 und 27 cm lang und besaß typischerweise sieben bis neun dieser lamellenartigen Schmelzfalten, die vorderen Molaren waren entsprechend kürzer und wiesen nur fünf oder sechs Schmelzfalten auf. Im Gegensatz zu den heutigen Elefanten bildeten diese Zahnlamellen aber keine geschlossene Kauoberfläche, sondern wurden durch tiefe, bis zur Zahnbasis reichende, V-förmig gestaltete Spalten getrennt, die nur teilweise mit Zahnzement gefüllt waren. Dadurch wiesen die einzelnen Lamellen selbst einen eher trapezförmige Form auf, im Unterschied zur rechteckigen jener der heutigen Elefanten. Der Zahnschmelz, der die jeweiligen Zahnlamellen umgab, war etwa 3 bis 6,5 mm breit, was im Vergleich zu heutigen Rüsseltieren recht dick ist und den urtümlichen Charakter dieser Elefantenform unterstreicht. Neben den drei Molaren (und den drei Milchprämolaren), die auch typisch für das Gebiss der heutigen Elefanten sind, traten zusätzlich noch zwei dauerhafte Prämolaren auf. Diese hatten zumeist eine kleine, rundliche Gestalt von 3 bis 4 cm Länge und waren aus drei Lamellen aufgebaut.

## Fossilfundstellen
Funde von Primelephas sind aus weiten Teilen von Zentral- und Ostafrika bekannt und datieren in das Obere Miozän und Untere Pliozän von vor etwa 7,5 bis 4 Millionen Jahren. Umfangreich sind die Funde aus der Region Djourab im nördlichen Tschad mit Fundstellen wie Toros-Menalla, Kossom-Bougoudi, Koulà und Kollé. Allein Toros-Menalla enthielt wenigstens drei Unterkiefer und einzelne Oberkieferfragmente, während in Kossom-Bougoudi und Koulà weitgehend isolierte Zähne geborgen wurden. Ebenfalls mehrere Mandibelfragmente stammen aus dem unteren Schichtglied der Nawata-Formation der bedeutenden Fossilfundstelle von Lothagam in Kenia. Sehr zahlreiches, aber weitgehend nur isolierte Zähne umfassendes Material wurde aus der Adu-Asa-Formation im mittleren Tal des Awash im Afar-Tal von Äthiopien berichtet, woher auch die bedeutenden Fossilreste von Ardipithecus aus der Ahnenreihe des Menschen stammen. Darüber hinaus sind viele weitere, meist isolierte Backenzähne aus Tansania und Uganda belegt. Ein partiell erhaltener Oberschädel wurde aus der Oluka-Formation in Uganda im westlichen Abschnitt des Afrikanischen Grabenbruchs geborgen.

## Paläobiologie
Bei einigen der Unterkieferreste aus Lothagam in Kenia, die zur Aufstellung der Gattung Primelephas dienten, treten einzelne seitliche Öffnungen auf, die anfänglich als Alveolen der Stoßzähne angesehen wurden. Die Forscher deuteten dies daher als einen möglichen Geschlechtsdimorphismus mit fehlenden Unterkieferstoßzähnen bei weiblichen Tieren. Auch die Interpretation als Reste nicht ganz ausgewachsener Individuen zogen sie in Betracht, der fragmentierte Zustand des Fundmaterials ließ dazu keine genaueren Aussagen zu. Die zahlreichen Neufunde aus dem nördlichen Tschad wiesen demgegenüber interessanterweise keinerlei Hinweise von Stoßzähnen im Unterkiefer auf. Darauffolgende Analysen ergaben, dass die vermuteten Alveolen vergrößerte Kammern des Canalis mandibulae darstellen, so dass Primelephas keine Stoßzähne im Unterkiefer trug.
Die niederkronigen Backenzähne von Primelephas sprechen für eine weitgehend auf weiche Pflanzenkost basierende Ernährungsweise. Dem gegenüber erbrachten Isotopenanalysen aber ein Überwiegen von Gräsern im Nahrungsspektrum.

## Systematik
Die typisch lamellierten Backenzähne verweisen die Gattung Primelephas zur Familie der Elephantidae, die neben den Stegodonten das stammesgeschichtlich jüngste Glied der Überfamilie Elephantoidea innerhalb der Rüsseltiere bildet. Innerhalb der Familie stellt die Gattung die Basalform der Unterfamilie Elephantinae dar, der auch die heute noch lebenden Elefanten und das ausgestorbene Mammuthus zuzurechnen sind. Als mögliche Vorgängerform gilt Stegotetrabelodon, allerdings lässt das bisher bekannte Fossilmaterial nur wenige Schlussfolgerungen zu.
Innerhalb von Primelephas ist nur eine Art anerkannt:
- P. korotorensis (Coppens, 1965)

Die wissenschaftliche Erstbeschreibung von Primelephas erfolgte 1970 durch Vincent J. Maglio, basierend auf dem Fossilmaterial von Lothagam. Er stellte mit P. gomphotheroides eine neue Art auf, schloss aber eine weitere Art, P. korotorensis mit ein. Diese war bereits 1965 von Yves Coppens als Stegodon korotorensis anhand eines Backenzahnfragmentes aus Koulà im nördlichen Tschad definiert worden. Aufgrund neuen Fundmaterials erfolgte im Jahr 2008 eine Revision der Gattung, wodurch P. gomphotheroides mit P. korotorensis synonymisiert wurde, letztere ist heute die einzige anerkannte Art, Primelephas stellt somit eine monotypische Gattung dar. Der Holotyp (Exemplarnummer KNM-LT 351) umfasst die zusammengehörigen hinteren, linken und rechten Oberkiefermolaren, einen letzten Unterkiefermolaren und Teile des Gaumenbeins. Weiteres zugehöriges Material bildet ein Unterkieferfragment mit Symphyse und den beiden ersten und dem zweiten rechten Molaren. Die Funde gehören zum umfangreichen Fossilmaterial der Fundstelle von Lothagam. Eingeschlossen in Primelephas ist auch ein Teil des Fundmaterials, das im Jahr 2003 von Pascal Tassy als „Elephas“ nawataensis unter Verwendung eines Unterkiefers aus Lothagam beschrieben worden war. Die Art galt als frühester Nachweis der Palaeoloxodon-Linie in Afrika. Vergleiche mit Primelephas und mit Stegotetrabelodon ergaben aber nur wenige Unterschiede, so dass die „Elephas“ nawataensis zugewiesenen Reste auf diese beiden Gattungen aufgeteilt wurden.
Das Obere Miozän und Untere Pliozän sowie die Entstehung der Gattung Primelephas fallen in die Zeit der dritten und letzten Radiation der Rüsseltiere, die in Afrika begann. Zu jener Zeit lebten zahlreiche, heute ausgestorbene frühe Formen der Elefanten, etwa Stegotetrabelodon und Stegodibelodon, aber auch die Vorfahren der heutigen Vertreter von Elephas sowie Loxodonta und des ausgestorbenen Mammuthus. Da das überwiegende bekannte Fossilmaterial der Rüsseltiere jener geologischen Epoche sehr stückhaft ist, bestehen möglicherweise noch einzelne Unterscheidungsschwierigkeiten zwischen den verschiedenen frühen Elefanten.